# 帕齊西亞
帕齊西亞（西班牙語：Patzicía，西班牙語發音：[patsiˈsi.a]）是危地馬拉的城鎮，由奇馬爾特南戈省負責管轄，位於該國南部，始建於十二世紀，面積44平方公里，海拔高度2,162米，2002年人口23,401。